# Gran Hotel (serie de televisión)
Gran Hotel es una serie de televisión española de género dramático, suspenso, policial producida por Bambú Producciones, creada y dirigida por Ramón Campos, Gema R. Neira y Carlos Sedes para su emisión en Antena 3. Se comenzó a emitir el 4 de octubre de 2011 y la cadena televisiva la dividió en tres temporadas, emitiéndose el último episodio el 25 de junio de 2013. Está protagonizada, entre otros, por Yon González y Amaia Salamanca, con las participaciones antagónicas de Adriana Ozores, Pedro Alonso y Marta Larralde, y rodada en diferentes puntos de Cantabria, con el Palacio de la Magdalena de Santander como el principal escenario de la serie. En el estreno se superaron los 3,7 millones de espectadores, con un 20% de audiencia.
La segunda temporada de la serie empezó a grabarse en enero de 2012 y se empezó a emitir el 3 de octubre de 2012, participaron los actores Juan Luis Galiardo, Silvia Marsó, Andrea Trepat, Marian Arahuetes, Alfonso Bassave y Víctor Clavijo. Esta segunda temporada consta de 8 episodios.
La tercera temporada se estrenó el 22 de enero de 2013, contando con las incorporaciones de grandes nombres de la ficción española: Lydia Bosch -que ya aparecía en los capítulos finales de la segunda temporada-, Lluis Homar, Megan Montaner y Marta Hazas.
El viernes 31 de mayo de 2013, la cadena Antena 3 anunció que la serie finalizaba. Según el grupo de comunicación, Atresmedia junto con la productora de la serie Bambú Producciones, «Gran Hotel ha cumplido su ciclo en el canal». La ficción se despidió de los espectadores el 25 de junio de 2013.

## Sinopsis
Los acontecimientos transcurren en 1905. Julio Olmedo (Yon González), un joven de origen humilde, llega hasta el idílico Gran Hotel, situado a las afueras de un pueblo llamado Cantaloa, para visitar a su hermana Cristina (Paula Prendes) que trabaja en el mismo como encargada de planta. Allí, Julio descubrirá que hace más de un mes que nadie sabe nada de ella (tras ser expulsada del hotel por el supuesto robo a un cliente). Julio decide quedarse como camarero e investigar su desaparición. De este modo irá conociendo al personal y entablará una relación con Alicia Alarcón (Amaia Salamanca), una de las hijas de doña Teresa (Adriana Ozores), la propietaria del hotel. Alicia le ayudará en sus investigaciones junto con Andrés (Llorenç González), un humilde camarero hijo de la gobernanta del hotel (Concha Velasco) con quien entabla una gran amistad. Entre Julio y Alicia nace algo más que amistad, pero la diferencia de clases les pondrá muchas trabas en su relación. Juntos irán descubriendo mentiras y secretos celosamente guardados entre las paredes del Gran Hotel.

### Primera temporada
Julio Olmedo llega al Gran Hotel. Al conocer a Andrés le pregunta por su hermana Cristina y este le contesta que hace más de un mes que no sabe nada de ella. Julio se infiltra en el Gran Hotel como el nuevo camarero con la ayuda de Andrés. Conoce a Alicia, la hija de Doña Teresa, y esta descubre que se está haciendo pasar por alguien de la alta sociedad, le pregunta el porqué y él le cuenta sobre la desaparición de su hermana y juntos empiezan a encontrar pistas.

### Segunda temporada
Después de que Andrés sufriera un accidente al caerse mientras cambiaba las bombillas del comedor del Gran Hotel, Julio decide quedarse en el hotel porque sospecha que el accidente que sufrió su amigo podría ser un intento de asesinato. Cuando Alicia regresa de su luna de miel, Julio deberá retomar su confianza otra vez para que le ayude en esta nueva pesquisa en la que descubrirán secretos del hotel relacionados con el antiguo propietario del hotel, Carlos Alarcón, que podrían llevar al final del Gran Hotel.

### Tercera temporada
Esta temporada sigue las mismas investigaciones que se llevaban a cabo en la anterior temporada, pero con la diferencia de que esta vez Alicia, Julio y Andrés tendrán la ayuda del detective Ayala y su ayudante Hernando y la mejor amiga de Alicia la abogada Maite. También, se descubren nuevos secretos sobre Diego Murquía que tienen que ver con un documento de identidad y con un nuevo enemigo que propicia una explosión en el Gran hotel.

## Reparto
| Actor            | Personaje                                    | Temporadas | Temporadas | Temporadas | Capítulos |
| Actor            | Personaje                                    | 1          | 2          | 3          | Capítulos |
| ---------------- | -------------------------------------------- | ---------- | ---------- | ---------- | --------- |
| Adriana Ozores   | Doña Teresa Aldecoa Vda. de Alarcón          | Principal  | Principal  | Principal  | 39        |
| Yon González     | Julio Olmedo                                 | Principal  | Principal  | Principal  | 39        |
| Amaia Salamanca  | Alicia Alarcón Aldecoa                       | Principal  | Principal  | Principal  | 39        |
| Pedro Alonso     | Diego Murquía/ Adrián Vera Celande           | Principal  | Principal  | Principal  | 39        |
| Concha Velasco   | Doña Ángela Salinas                          | Principal  | Principal  | Principal  | 39        |
| Eloy Azorín      | Javier Alarcón Aldecoa                       | Principal  | Principal  | Principal  | 39        |
| Luz Valdenebro   | Sofía Alarcón Aldecoa, Marquesa de Vergara   | Principal  | Principal  | Principal  | 39        |
| Fele Martínez    | Alfredo Samaniego y Ruiz, Marqués de Vergara | Principal  | Principal  | Principal  | 39        |
| Llorenç González | Andrés Cernuda Salinas/ Alarcón Salinas      | Principal  | Principal  | Principal  | 39        |
| Marta Larralde   | Belén Martín                                 | Principal  | Principal  | Principal  | 39        |
| Pep Antón Muñoz  | Detective Horacio Ayala                      | Principal  | Principal  | Principal  | 38        |
| Manuel de Blas   | Don Benjamin Nieto                           | Principal  | Principal  |            | 17        |
| Antonio Reyes    | Agente Hernando                              | Principal  | Principal  | Principal  | 38        |
| Iván Morales     | Sebastián                                    | Principal  | Principal  | Principal  | 34        |
| Paula Prendes    | Cristina Olmedo                              | Principal  |            | Invitada   | 10        |
| Alejandro Cano   | Pascual                                      | Principal  |            |            | 5         |
| Megan Montaner   | Maite Ribelles                               |            |            | Principal  | 14        |
| Lluís Homar      | Don Jesús Manzanos Cisneros                  |            |            | Principal  | 12        |

| Personaje                                                | Intérprete         | Temporada | Datos |
| -------------------------------------------------------- | ------------------ | --------- | --- |
| Julio Olmedo / Espinosa / Molins                         | Yon González       | 1-3       | Hermano de Cristina, llega al Gran Hotel para visitar a su hermana Cristina, pero enseguida se da cuenta de que la misma ha desaparecido. |
| Alicia Alarcón Aldecoa                                   | Amaia Salamanca    | 1-3       | Hija menor de Teresa y Carlos, hermana de Sofía y Javier, descubre que Julio está en el hotel para descubrir lo que le ha pasado a su hermana y decide ayudarle. |
| Doña Teresa Aldecoa Vda. de Alarcón                      | Adriana Ozores     | 1-3       | La viuda de Carlos Alarcón, madre de Sofía, Javier y Alicia, dueña del hotel. |
| Diego Murquía / Adrián Vera Celande                      | Pedro Alonso       | 1-3       | Director del Hotel de la familia Alarcón. Pretendiente de la mano de Alicia Alarcón. |
| Doña Ángela Salinas                                      | Concha Velasco     | 1-3       | Gobernanta del Hotel, regidora del hotel. Madre de Andrés y defensora del Hotel. |
| Sofía Alarcón Aldecoa                                    | Luz Valdenebro     | 1-3       | Marquesa de Vergara, hija mayor de Teresa y Carlos, hermana de Javier y Alicia, Casada con Alfredo de Samaniego y Ruiz, el Marqués de Vergara. |
| Javier Alarcón Aldecoa                                   | Eloy Azorín        | 1-3       | El único hijo de Doña Teresa y Carlos Alarcón, hermano de Sofía y Alicia. Es la oveja negra de la familia, con una reputación que le precede de mujeriego. Se encuentra relacionado con peleas, apuestas y drogas, por lo que es sospechoso en varios de los incidentes de asesinos y homicidios a lo largo de la serie. |
| Alfredo De Samaniego y Ruiz, Marqués de Vergara          | Fele Martínez      | 1-3       | Marqués de Vergara, casado con Sofía Alarcón Aldecoa. Director del Gran Hotel y Dueño de un porcentaje de los terrenos. |
| Andrés Cernuda Salinas / Alarcón Salinas                 | Llorenç González   | 1-3       | Camarero del Hotel, hijo de la Gobernanta Ángela. |
| Belén Martín                                             | Marta Larralde     | 1-3       | Doncella del Hotel. |
| Maite Ribelles                                           | Megan Montaner     | 3         | Mejor amiga de Alicia y una gran abogada. |
| Don Benjamín Nieto                                       | Manuel de Blas     | 1-2       | Metre del Gran Hotel. |
| Detective Horacio Ayala                                  | Pep Antón Muñoz    | 1-3       | Detective encargado del caso. El personaje está basado en Hercule Poirot, gran personaje de Agatha Christie.[cita requerida] |
| Agente Hernando                                          | Antonio Reyes      | 1-3       | Hernando también forma parte del cuerpo de vigilancia. |
| Samuel Arriaga / Don Jesús Manzanos Cisneros             | Lluis Homar        | 3         | Metre del Gran Hotel a partir de la tercera temporada. |
| Lady Ludivina                                            | Asunción Balaguer  | 1-3       | Clienta recurrente del Gran hotel |
| Doña Elisa Vda. de Samaniego y Ruíz, Marquesa de Vergara | Kiti Manver        | 1-3       | Madre de Alfredo Samaniego. |
| Sebastián                                                | Iván Morales       | 1-3       | |
| Mateo                                                    | Dión Córdoba       | 1-3       | |
| Cristina Olmedo                                          | Paula Prendes      | 1         | Doncella del Hotel. |
| Eugenia                                                  | Inma Cuevas        | 1         | Hija de Don Alejandro. |
| Doña Mercedes Rovinia                                    | Marta Calvó        | 3         | |
| Don Carlos Alarcón                                       | Jordi Bosch        | 2-3       | Patriarca de los Alarcón. Antiguo Director del Gran Hotel. Fallecido. Esposo de Doña Teresa. Padre de Sofía, Alicia y javier. |
| Gonzalo Alarcón                                          | Alfonso Bassave    | 2-3       | |
| Don Ernesto Varela                                       | Juan Luis Galiardo | 2         | Metre del Gran Hotel durante la segunda temporada. |
| Isabel                                                   | Marian Arahuetes   | 2-3       | Doncella del Hotel. |
| Doña Adriana                                             | Silvia Marsó       | 2         | |
| Camila                                                   | Andrea Trepat      | 3         | |
| Jesús Taberner                                           | Tato Loché         | 1-3       | |
| Beatriz                                                  | Vanessa Rius       | 1-3       | |
| Inés                                                     | Paula Ovejero      | 1-3       | |
| Fernando Llanes / Ángel Alarcón Salinas                  | Víctor Clavijo     | 2-3       | |
| Doña Beatriz, Baronesa de Villalba                       | Cristina Brondo    | 2         | |
| Garrido                                                  | Miguel Mota        | 1-2       | Asistente de Diego. |
| Laura Elvira Montenegro Rovinia                          | Marta Hazas        | 3         | |
| Padre Grau                                               | Roger Coma         | 3         | Amante de Doña Sofía |
| Catalina                                                 | Elena Tarrats      | 1         | Doncella embarazada reclutada por Doña Teresa. |

## Equipo técnico
Ramón Campos y Teresa Fernández-Valdés están detrás de la producción ejecutiva de esta serie para la que han reunido de nuevo al equipo creador de sus principales éxitos: el director Carlos Sedes, el director de fotografía Jacobo Martín, el músico Lucio Godoy y los guionistas Gema R. Neira y Eligio R. Montero. Gran Hotel cuenta con Juan José Luna como asesor histórico, conservador jefe del Museo del Prado.

## Escenarios

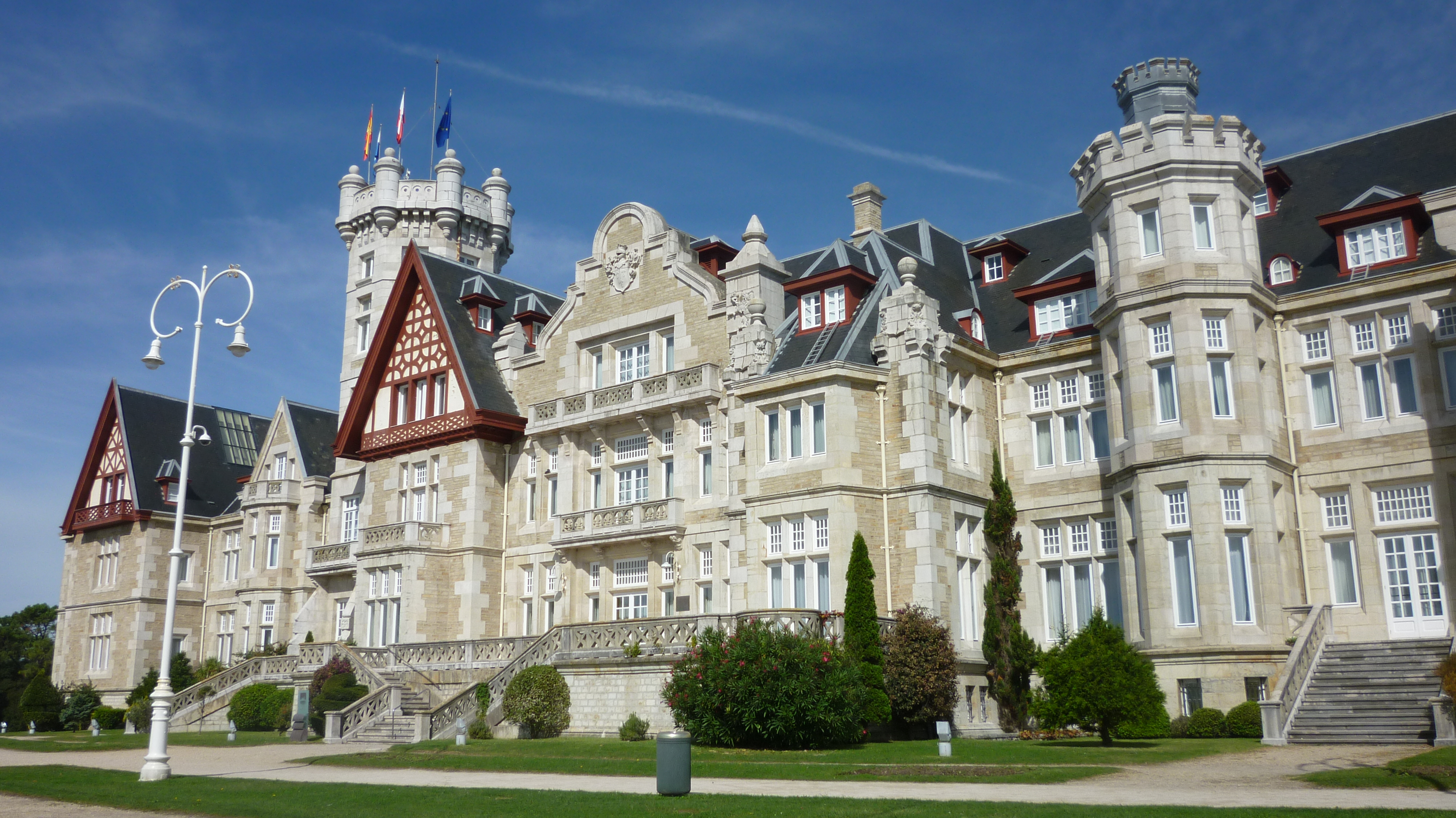
El Palacio de la Magdalena situado en Santander (Cantabria), es el escenario principal de «Gran Hotel».

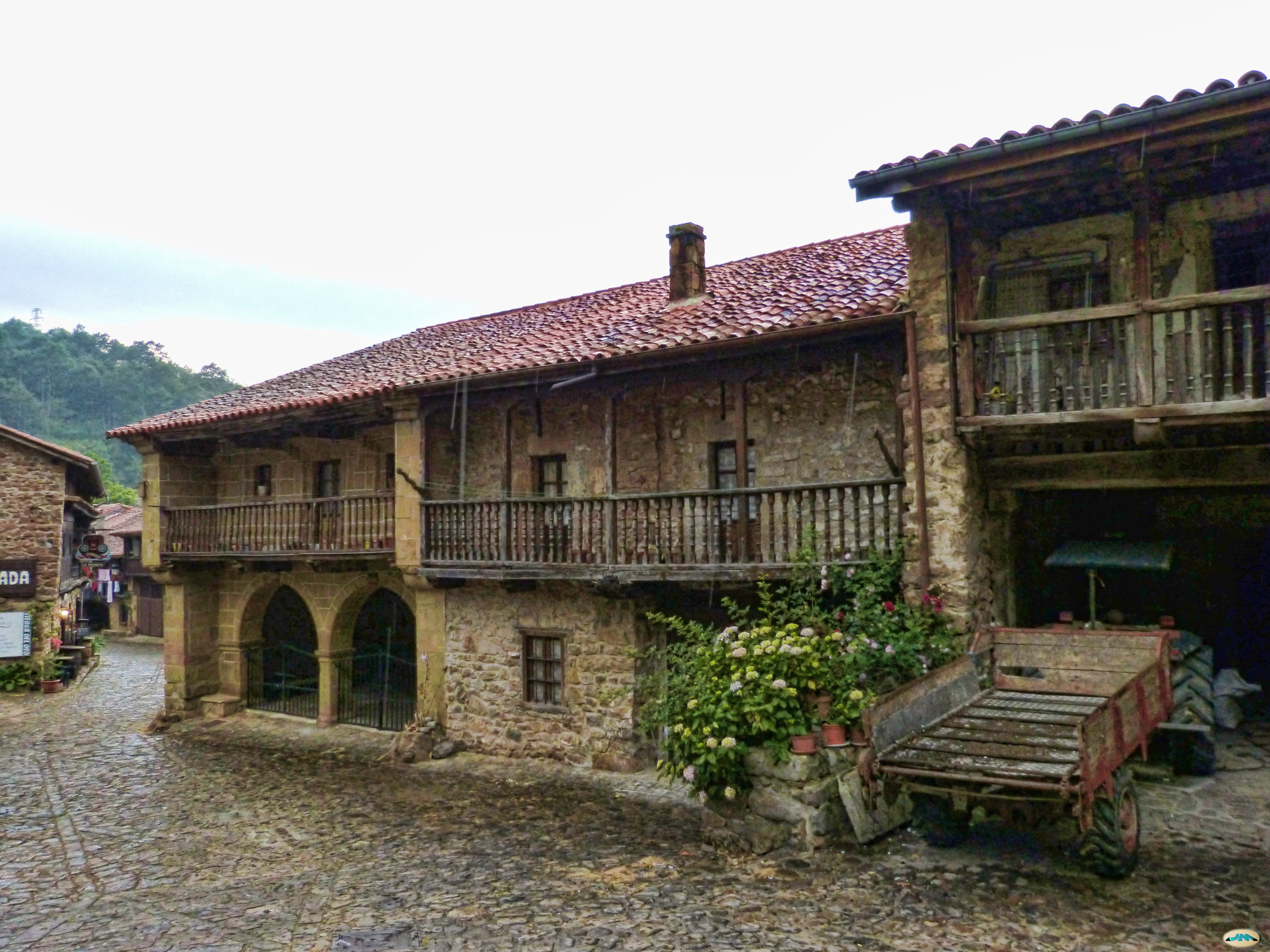
El pueblo de Bárcena Mayor, conjunto histórico-artístico de Cantabria, da vida a Cantaloa.

Los hechos suceden en un hotel, llamado Gran Hotel, que se ubica a las afueras del ficticio municipio de Cantaloa. Esta serie se graba principalmente en la Península de La Magdalena, en Santander. El Palacio de La Magdalena da vida en la serie al idílico hotel, siendo este el principal escenario y donde transcurren la mayoría de los hechos. También se graban secuencias en los alrededores del palacio, en los prados, los bosques o las playas de la península. Otras localizaciones en Cantabria son el pueblo de Bárcena Mayor, donde se sitúa la acción del pueblo de Cantaloa, o las playas de Liencres y Mataleñas.

## Episodios y audiencias
| Temporada | Temporada | Episodios | Estreno              | Final                   | Audiencia media | Audiencia media | Audiencia media |
| Temporada | Temporada | Episodios | Estreno              | Final                   | Espectadores    | Cuota           |                 |
| --------- | --------- | --------- | -------------------- | ----------------------- | --------------- | --------------- | --------------- |
|           | 1         | 9         | 4 de octubre de 2011 | 6 de diciembre de 2011  | 3 396 000       | 18,5 %          |                 |
|           | 2         | 8         | 3 de octubre de 2012 | 21 de noviembre de 2012 | 2 806 000       | 14,7 %          |                 |
|           | 3         | 22        | 22 de enero de 2013  | 25 de junio de 2013     | 2 642 000       | 14,0 %          |                 |
| Total     | Total     | 39        | 2011                 | 2013                    | 2 948 000       | 15,7 %          |                 |

## Productos oficiales de la serie

### DVD/Blu-ray
- Gran Hotel: Primera temporada. Contiene los nueve capítulos de la temporada y unos extras inéditos.

- Gran Hotel: Segunda temporada. Salió a la venta el 2 de enero de 2013. Contiene los ocho capítulos de la temporada y unos extras inéditos.[16]

- Gran Hotel: Tercera temporada. Contiene los Veintidós capítulos de la temporada y unos extras inéditos. Salió a la venta el 28 de agosto de 2013.

### Libros
- El secreto de Ángela. Es una novela escrita por María López Castaño, que narra la vida de Ángela, personaje que interpreta Concha Velasco, su amor con don Carlos Alarcón y los comienzos del asesino del cuchillo de oro. Está basada en la idea original de Ramón Campos.[17] Salió a la venta el 8 de noviembre de 2012.

## Estrenos internacionales
Gran Hotel se emite en varios países. La serie es la misma pero ha sido doblada en diferentes idiomas.
| País             | Canal de televisión                                   | Fecha de estreno                          | Título                            |
| ---------------- | ----------------------------------------------------- | ----------------------------------------- | --------------------------------- |
| Francia          | Téva M6                                               | 1 de junio de 2012 26 de agosto de 2013   | Grand Hôtel                       |
| Rusia            | Domashniy Sony Entertainment Television Russia        | 11 de junio de 2012 18 de junio de 2013   | Gran Hotel (Гранд отель)          |
| Reino Unido      | Sky Arts                                              | 18 de noviembre de 2012                   | Grand Hotel                       |
| Turquía          | Sinema TV Aşk                                         | 1 de abril de 2013                        | Grand Hotel                       |
| Lituania         | LNK, TV1                                              | 8 de junio de 2013                        | Viešbutis "Grand Hotel"           |
| Estonia          | Sony Entertainment Estonia Kanal11                    | 10 de julio de 2013 24 de agosto de 2013  | Grand Hotel Hotell Grand          |
| Alemania         | Sony Entertainment Television Disney Channel Alemania | 8 de octubre de 2013 4 de febrero de 2014 | Grand Hotel                       |
| Polonia          | AXN White TVP1                                        | 12 de octubre de 2013 1 de abril de 2016  | Grand Hotel Zagadka hotelu Grand  |
| Estados Unidos   | V-me                                                  | 31 de octubre de 2013                     | Gran Hotel                        |
| Venezuela        | Televen                                               | 2013                                      | Gran Hotel                        |
| Eslovaquia       | RTVS                                                  | 7 de enero de 2014                        | Grand Hotel                       |
| Montenegro       | RTCG                                                  | 14 de abril de 2014                       | Veličanstveni hotel               |
| República Srpska | RTRS                                                  | 25 de agosto de 2014                      | Гранд хотел                       |
| Portugal         | SIC Mulher                                            | 1 de diciembre de 2014                    | Grande Hotel                      |
| Brasil           | +Globosat                                             | 2 de marzo de 2015                        | Grande Hotel                      |
| Serbia           | RTS 2                                                 | 10 de marzo de 2015                       | Hotel Grand / Хотел Гранд         |
| Bulgaria         | NOVA TV                                               | 5 de junio de 2015                        | Гранд Хотел                       |
| El Salvador      | VTV Canal 35                                          | 9 de enero de 2016                        | El Fantasma del Gran Hotel        |
| Armenia          | Armenian Public Tv                                    | 11 de enero de 2016                       | Գրանդ հոթել                       |
| Uruguay          | Teledoce                                              | 23 de febrero de 2016                     | Gran Hotel                        |
| Grecia Chipre    | Alpha TV                                              | 2016                                      | Grand Hotel                       |
| Georgia          | GDS TV                                                | 13 de marzo de 2017                       | სასტუმრო                          |
| Ucrania          | UA: Перший                                            | 6 de agosto de 2017                       | Гранд готель/Gran Hotel           |
| Costa Rica       | Repretel                                              | 8 de enero de 2018                        | Gran Hotel                        |
| Perú             | Global Televisión                                     | 30 de diciembre de 2020                   | Gran Hotel                        |
| Italia           | Canale 5                                              | 9 de junio de 2021                        | Grand Hotel - Intrighi e Passioni |

## Versiones
- En Italia, Rai 1 transmitió en septiembre de 2015 su propia versión de la serie titulada Grand Hotel, protagonizada por Eugenio Franceschini y Valentina Bellè.
- En México Televisa realiza en 2016 su propia versión titulada El hotel de los secretos, producida por Roberto Gómez Fernández y protagonizada por Erick Elías e Irene Azuela.[20]
- En Egipto, el canal Capital Broadcast Center (CBC) ha producido en 2016 una popular adaptación titulada Grand Hotel para el mercado árabe.[21] Protagonizada por Amr Youssef y Amina Kalil.
- En Estados Unidos la cadena ABC realizó en 2019 una nueva versión de época contemporánea. La encabezaron Demián Bichir, Roselyn Sánchez y Denyse Tontz. La serie fue cancelada después de una temporada al aire.
- En Francia, TF1 produjo y estrenó el 3 de septiembre de 2020 una adaptación llamada Grand Hôtel, ambientada en la Riviera francesa en la actualidad. Fue cancelada en diciembre de 2020 después de solo una temporada.

## Premios y nominaciones
- Premios Ondas:

| Año  | Categoría                                     | Premiado       | Resultado |
| ---- | --------------------------------------------- | -------------- | --------- |
| 2012 | Mejor intérprete femenina en ficción nacional | Concha Velasco | Ganadora  |

- Premios Iris:

| Año  | Categoría                                      | Premiado                       | Resultado |
| ---- | ---------------------------------------------- | ------------------------------ | --------- |
| 2011 | Mejor programa de ficción                      | Mejor programa de ficción      | Nominado  |
| 2011 | Mejor actriz                                   | Concha Velasco                 | Ganadora  |
| 2011 | Mejor director de fotógrafía e iluminador      | Jacobo Martínez                | Ganador   |
| 2011 | Mejor director de arte y escenografía          | Carlos de Dorremochea          | Ganador   |
| 2011 | Mejor maquillaje, peluquería y carecterización | Montse Boqueras y Mara Collazo | Nominadas |
| 2012 | Mejor ficción                                  | Mejor ficción                  | Nominada  |
| 2012 | Mejor actriz                                   | Adriana Ozores                 | Ganadora  |
| 2012 | Mejor director de arte y escenografía          | Carlos de Dorremochea          | Nominado  |

- Premios TP de Oro:

| Año  | Categoría            | Premiado             | Resultado |
| ---- | -------------------- | -------------------- | --------- |
| 2011 | Mejor serie nacional | Mejor serie nacional | Nominada  |
| 2011 | Mejor actriz         | Amaia Salamanca      | Nominada  |

- Premios Fotogramas de Plata:

| Año  | Categoría                  | Premiado       | Resultado |
| ---- | -------------------------- | -------------- | --------- |
| 2011 | Mejor actor de televisión  | Yon González   | Ganador   |
| 2012 | Mejor actriz de televisión | Concha Velasco | Nominada  |

- Premios de la Unión de Actores:

| Año  | Categoría                               | Premiado       | Resultado |
| ---- | --------------------------------------- | -------------- | --------- |
| 2011 | Mejor actriz protagonista de televisión | Adriana Ozores | Nominada  |
| 2012 | Mejor actriz protagonista de televisión | Adriana Ozores | Ganadora  |
| 2012 | Mejor actriz secundaria de televisión   | Concha Velasco | Ganadora  |
| 2012 | Mejor actriz secundaria de televisión   | Luz Valdenebro | Nominada  |

- Premios Zapping:

| Año  | Categoría            | Premiado             | Resultado |
| ---- | -------------------- | -------------------- | --------- |
| 2011 | Mejor serie nacional | Mejor serie nacional | Nominada  |
| 2012 | Mejor actor          | Fele Martínez        | Nominado  |
| 2012 | Mejor actriz         | Concha Velasco       | Ganadora  |

- Festival de Televisión y Radio de Vitoria:

| Año  | Categoría                                             | Resultado |
| ---- | ----------------------------------------------------- | --------- |
| 2012 | Premio 'Pasión de Críticos' al Mejor producto del año | Ganadora  |

- Festival de Cine y Televisión Camino de Santiago:

| Año  | Categoría                                             | Resultado |
| ---- | ----------------------------------------------------- | --------- |
| 2013 | Premio Estela a la Mejor serie de televisión nacional | Ganadora  |